# Suprakonstruktion
Suprakonstruktion (von lat.: supra „oberhalb“, con „zusammen“ und  struere „bauen“) ist ein Begriff in der Zahnmedizin. Er bezeichnet den auf einem Zahnimplantat befestigten Zahnersatz. Dabei kann es sich um eine Krone, eine Brücke oder auch um eine Prothese handeln. Die Suprakonstruktion wird normalerweise etwa 3 bis 6 Monate nach dem Einbringen der Implantate gefertigt und eingegliedert. Die Suprakonstruktion kann mit dem Implantat verschraubt oder mit definitivem oder provisorischem Zement befestigt werden.
Aus technischen Gründen muss teilweise zwischen Implantat und Suprakonstruktion eine Mesokonstruktion eingebaut werden.

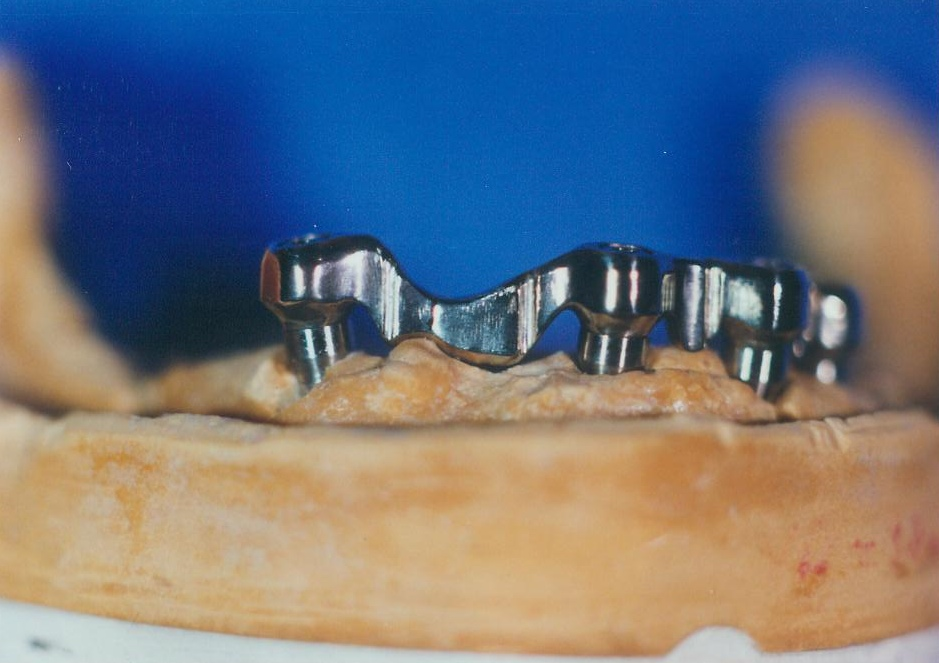
Mesokonstruktion auf 4 Implantaten. Auf diese Stegkonstruktion wird die Prothese (Suprakonstruktion) aufgesetzt.
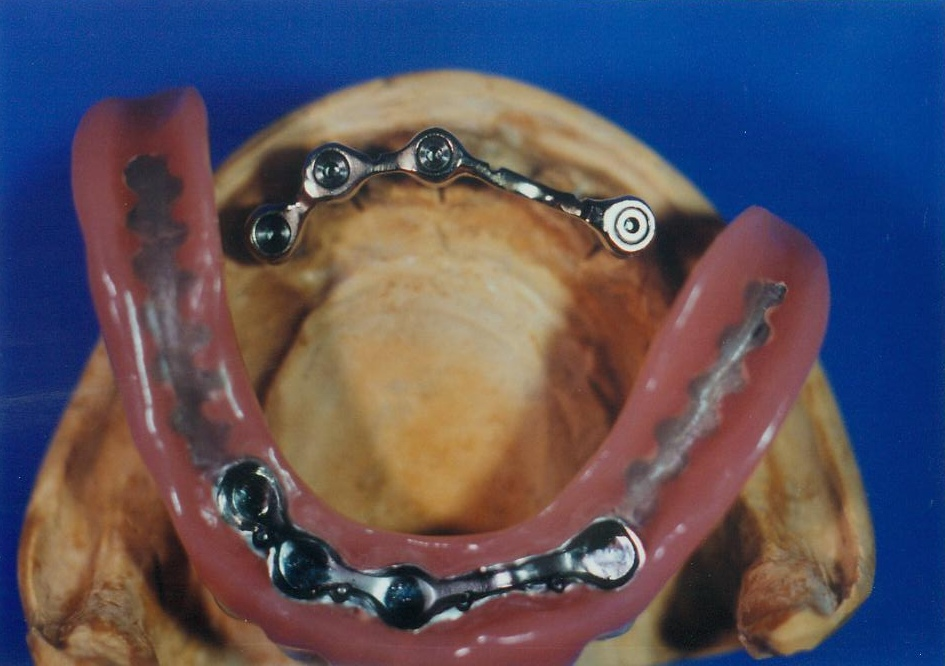
Stegkonstruktion auf Implantaten verschraubt. Suprakonstruktion liegt zur Anschauung darüber.
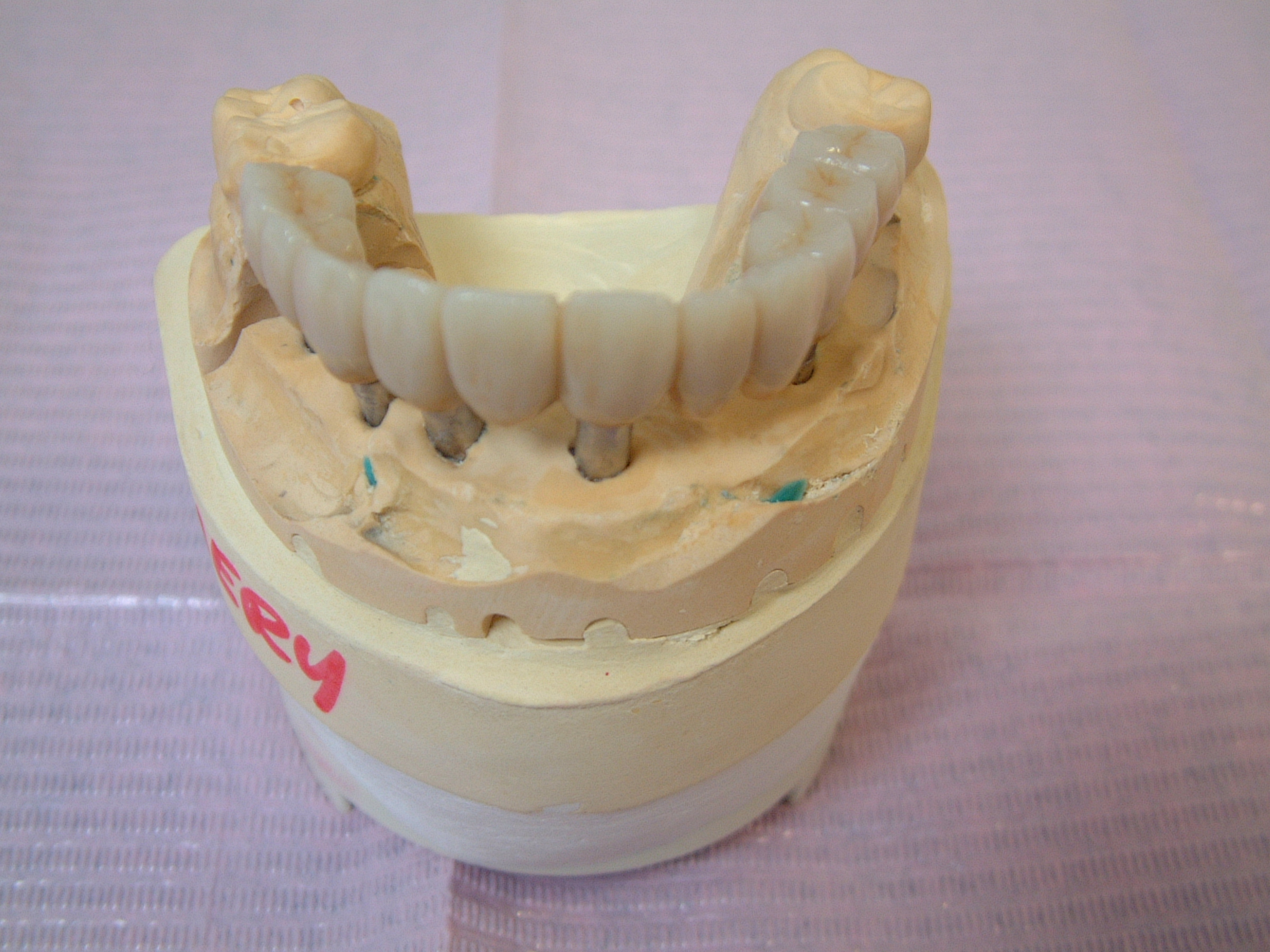
Suprakonstruktion (Brücke) auf Implantaten